# Línea 211c (Santiago de Chile)
La Línea 211c de Red (anteriormente llamado Transantiago) une el Metro La Cisterna con el sector sur de San Bernardo, recorriendo toda la Avenida Américo Vespucio. Es la variante del 211 regular. También contaba con un recorrido expreso denominado 211e, con el mismo trazado del recorrido principal y deteniéndose sólo en algunas paradas,  el cual fue eliminado el 2 de julio de 2016 para aumentar la oferta de buses en los servicios 211 -  211c.
El 211c es uno de los recorridos principales del sector de San Bernardo y El Bosque, siendo de acceso a las avenidas Américo Vespucio y la Gran Avenida José Miguel Carrera, acercándolos en su paso, también al Metro la Cisterna y conectando desde dicho punto el barrio antiguo de San Bernardo a hacia el sector de la Avenida Portales.
Formaba parte de la Unidad 2 del Transantiago, operada por Subus Chile, correspondiéndole el color azul a sus buses.
Desde 2023, este servicio es operado por Voy Santiago, con buses de color naranjo por el momento.

## Flota
El 211c opera con buses de chasis Volvo, entre los cuales se cuenta el articulado B9-SALF, de 18,5 metros de largo y con capacidad de 160 personas aproximadamente. También figura en su flota el bus rígido de chasis Volvo B7R-LE y algunos B290R-LE, de 12 metros con capacidad cercana a las 90 personas. Todos estos buses son carrozados por Caio Induscar y Marcopolo, con el modelo Mondego L (rígido), Mondego LA (articulado) y Gran Viale (rígido).

## Historia
La 211c inició sus operaciones junto con el plan Transantiago en febrero de 2007.
En el inicio del plan, el recorrido principal no ingresaba desde el Metro La Cisterna, sino que sólo llegaba hasta el retorno del extinto "Cruce La Cisterna", en el inicio de la avenida Gran Avenida José Miguel Carrera, lugar donde se acopiaban los buses en un sitio eriazo. Los problemas de cobertura de las primeras semanas del Transantiago, y la necesidad de operar desde un terminal establecido y no desde la vía pública, causaron que en menos de tres meses, el 211 fuera extendido por Barros Arana (ida), Mateo de Toro y Zambrano y Eucaliptus (vuelta) hacia Metro La Cisterna, donde funcionaba su principal depósito en San Bernardo.
El 5 de julio de 2014 fue fusionado con el extinto 201c, manteniendo la denominación: 211c (M)  La Cisterna -  San Bernardo.
El 26 de agosto del 2023 este recorrido pasó a ser operado por la empresa Voy Santiago

## Trazado

### 211c Metro La Cisterna - San Bernardo
| - Comuna de La Cisterna y El Bosque - Gran Avenida José Miguel Carrera - Comuna de San Bernardo - Gran Avenida José Miguel Carrera - Balmaceda - Urmeneta - San José - José Joaquín Pérez - Ramón Liborio Carvallo - Eucaliptus | - Comuna de San Bernardo - Eucaliptus - Freire - Gran Avenida José Miguel Carrera - Comuna de El Bosque y La Cisterna - Gran Avenida José Miguel Carrera |

### 211e La Florida - San Bernardo. (ELIMINADO)
| - Comuna de La Florida - Av. Américo Vespucio Sur - Av. La Florida - Av. Departamental - Av. Américo Vespucio Sur - Autopista Vespucio Sur - Comuna de La Granja y San Ramón - Autopista Vespucio Sur - Comuna de La Cisterna - Autopista Vespucio Sur - Av. Américo Vespucio Sur - Gran Avenida José Miguel Carrera - Comuna de El Bosque - Gran Avenida José Miguel Carrera - Comuna de San Bernardo - Gran Avenida José Miguel Carrera - Balmaceda - Urmeneta - San José - José Joaquín Pérez - Eucaliptus | - Comuna de San Bernardo - Eucaliptus - Freire - Gran Avenida José Miguel Carrera - Comuna de El Bosque - Gran Avenida José Miguel Carrera - Comuna de La Cisterna - Gran Avenida José Miguel Carrera - Av. Américo Vespucio Sur - Autopista Vespucio Sur - Comuna de San Ramón y La Granja - Autopista Vespucio Sur - Comuna de La Florida - Autopista Vespucio Sur - Av. Américo Vespucio Sur |

## Puntos de Interés
- EIM La Cisterna
- Municipalidad de San Bernardo